# 이노하 마사히코
이노하 마사히코(일본어: 伊野波 雅彦, 1985년 8월 28일, 일본 미야자키현 ~)는 일본의 축구 선수로, 현재 J리그의 요코하마 FC 소속이다.

## 구단 경력
FC 도쿄, 가시마 앤틀러스, 크로아티아의 HNK 하이두크 스플리트, 비셀 고베, 주빌로 이와타에서 활동하였다.

## 국가대표팀 경력
그는 2005년 FIFA 세계 청소년 축구 선수권 대회에 참가할 일본 U-20 국가대표팀, 2007년 AFC 아시안컵에 참가할 일본 국가대표팀에 발탁되었다. 경기에는 출전하지 않았다.
2011년 AFC 아시안컵에 참가할 일본 국가대표팀에 출전, 1월 17일 사우디아라비아와의 경기에서 데뷔했다. 1월 21일 개최국 카타르와의 8강전에서는 후반 45분에 극적인 결승골을 기록, 3-2로 승을, 일본이 우승을 달성하는데 크게 기여하였다. 2013년 FIFA 컨페더레이션스컵, 2014년 FIFA 월드컵에도 출전했다. 그는 201년까지 국제 A매치 통산 21경기에 출전, 1득점을 넣었다.

## 통계
| 일본 | 일본 | 일본 |
| 연도 | 출전 | 득점 |
| ---- | ---- | ---- |
| 2011 | 9    | 1    |
| 2012 | 7    | 0    |
| 2013 | 4    | 0    |
| 2014 | 1    | 0    |
| 통산 | 21   | 1    |